# Gavriil Petrovič Vaselicki
Gavriil Petrovič Vaselicki (rusko Гавриил Петрович Веселитский), ruski general, * 1774, † 1829.
Bil je eden izmed pomembnejših generalov, ki so se borili med Napoleonovo invazijo na Rusijo; posledično je bil njegov portret dodan v Vojaško galerijo Zimskega dvorca.

## Življenje
Njegova družina je izhajala iz Dalmacije; njegov stari oče se je v času Petra I. preselil v Rusijo. Vojaško izobrazbo je prejel v Artilerijski in inženirski šoli poljskega plemstva; 15. marca 1790 je končal šolo kot bajonetni kadet. 
Takoj je vstopil v vojno proti Švedom, zakar je bil povišan v podporočnika. Leta 1792 je sodeloval v bojih proti poljskim konfederacijskim silam. 
Leta 1803 je bil s činom stotnika imenovan za poveljnika baterije. V letih 1806-12 je sodeloval v bojih proti Turkom. Leta 1810 je bil zaradi uspehov povišan v podpolkovnika in 29. decembra 1811 v polkovnika; istočasno je postal poveljnik 7. rezervne artilerijske brigade. 
Med patriotsko vojno leta 1812 je bil sprva poveljnik celotne artilerije 3. zahodne armade, kljub temu da so bili v armadi višji artilerijski generali. 26. maja 1813 je bil tudi sam povišan v generalmajorja. 
Od leta 1817 naprej je bil načelnik štaba Samostojnega orenburškega korpusa. 22. avgusta 1826 je bil imenovan za generalporočnika.